# Oskar Srnka
Oskar Srnka (* 17. November 1884 in Jamnitz; † 19. April 1966 in Bayreuth) war ein tschechischer Elektrotechniker, Hochschullehrer und Rektor an der Deutschen Technischen Hochschule in Brünn. Sein Fachgebiet war die Schwachstrom- und Elektrotechnik mit Schwerpunkt auf elektrischer Fernmeldetechnik.

## Leben
Srnka studierte an der elektrotechnischen Abteilung der Deutschen Technischen Hochschule in Brünn, wo er 1908 seinen Abschluss erlangte. 1912 promovierte er zum Dr. tech. 1915 wurde Srnka vom Professorenkollegium der deutschen Franz-Joseph-Technischen Hochschule in Brünn als Privatdozent für elektrische Fernmeldetechnik zugelassen. Diese Position hatte er bis 1921 inne, gleichzeitig lehrte er ab 1919 auch als Honorardozent für Elektrotechnik, drahtlose Telegraphie, Telegraphie und Telephonie sowie Eisenbahnsignale und Sicherungswesen. Von 1921 bis 1926 war er außerordentlicher Professor, ab 1927 ordentlicher Professor für Schwachstromtechnik in Brünn. Als Dekan leitete er 1930 bis 1932 die Maschinenbauschule und elektrotechnische Abteilung. 1935 wurde er Rektor der Deutschen Technischen Hochschule in Brünn.
Srnka lebte in Brünn und war seit 1920 mit Anna, geb. Haas, verheiratet.

## Werk
Srnka erhielt 1914 das Patent für die gleichzeitige mehrfache Telegrafie auf einem Draht.